# 圣尼古拉斯-德尔普埃托
圣尼古拉斯-德尔普埃托（西班牙語：San Nicolás del Puerto），是西班牙安达卢西亚自治区塞维利亚省的一个市镇。总面积45平方公里，总人口679人（2001年），人口密度15人/平方公里。